# Барабанов, Илья Алексеевич
Илья́ Алексе́евич Бараба́нов (род. 30 апреля 1985, Москва) — российский журналист, специальный корреспондент Русской службы Би-би-си, бывший заместитель главного редактора журнала The New Times.

## Биография

### Ранняя жизнь
Родился 30 апреля 1985 года в Москве.
Учился в школе № 1252 имени Сервантеса в Москве с 1992 по 2001 год.

### Карьера
Стажировался в «Новой газете» (с июня 2003 по сентябрь 2004 года) и «Московских новостях». В 2005—2007 годах работал в интернет-издании «Газета.ru».
В 2007 году окончил факультет журналистики МГУ.
С февраля 2007 по июнь 2012 года работал в журнале The New Times.
С августа 2012 года по март 2017 года — специальный корреспондент ЗАО «Коммерсантъ. Издательский дом».
С мая 2017 года — специальный корреспондент Русской службы Би-би-си.

### Политическое преследование
12 апреля 2024 года был признан иностранным агентом.

## Личная жизнь
Мать — Марина Анатольевна Барабанова (род. 1958) — учитель русского языка и литературы московской школы № 1252 с углублённым изучением испанского языка имени Сервантеса.
В 2008 году Илья Барабанов заключил брак (по оценке некоторых СМИ фиктивный) с молдавской журналисткой Натальей Морарь, бывшим пресс-секретарём оппозиционной коалиции «Другая Россия», писавшей для The New Times о коррупции. Девушка не могла попасть в Россию с конца 2007 года и был расчёт, что после регистрации брака с российским гражданином журналистку пустят в Российскую Федерацию. Обращение к Владимиру Путину и Дмитрию Медведеву, когда Морарь и Барабанова не выпустили из аэропорта. В 2012 году Морарь получила разрешение на въезд в Россию.

## Награды
22 октября 2010 года Илья получил премию Peter Mackler Award-2010 (США), присуждаемой международной организацией «Репортёры без границ».
Лауреат премии Союза журналистов России «За журналистские расследования» (2010).